# Teniente Maximiliano Rodríguez Loaiza
Teniente Maximiliano Rodríguez Loaiza ist eine Parroquia rural („ländliches Kirchspiel“) im Kanton Celica der ecuadorianischen Provinz Loja. Sitz der Verwaltung ist die Ortschaft Algarrobillo. Die Parroquia besitzt eine Fläche von 34,89 km². Die Einwohnerzahl lag im Jahr 2010 bei 573.

## Lage
Die Parroquia Teniente Maximiliano Rodríguez Loaiza liegt in den Ausläufern der westlichen Anden im Südwesten von Ecuador, etwa 15 km von der peruanischen Grenze entfernt. Die Cordillera de Celica, ein 1300 m hoher Höhenkamm, verläuft in WSW-ONO-Richtung mittig durch das Verwaltungsgebiet. Entlang der nördlichen Verwaltungsgrenze fließt der Río Quillosara, ein linker Nebenfluss des Río Alamor, nach Westen. Die südliche Grenze der Parroquia bildet der nach Westen fließende Río Catamayo. Der etwa 780 m hoch gelegene Hauptort Algarrobillo befindet sich im Norden der Parroquia, 14 km westsüdwestlich des Kantonshauptortes Celica. Über eine 5 km lange Nebenstraße ist der Ort mit der weiter westlich verlaufenden Fernstraße E25 (Pindal–Zapotillo) verbunden. Die Nebenstraße führt nach Osten über Cruzpamba weiter nach Celica.
Die Parroquia Teniente Maximiliano Rodríguez Loaiza grenzt im Nordosten an die Parroquia Cruzpamba, im Südosten an die Parroquia Celica, im Süden an das Municipio von Macará (Kanton Macará), im Westen an die Parroquia Sabanilla sowie im Norden an die Parroquia Pózul.

## Orte und Siedlungen
In der Parroquia gibt es neben dem Hauptort folgende sieben Barrios: Balsas, Campiche, Cardopamba, El Naranjo, Las Huertas, Piedra Tabla und Pindohuayco.

## Geschichte
Die Gründung der Parroquia Teniente Maximiliano Rodríguez Loaiza wurde am 30. April 1992 mit der Bekanntmachung im Registro oficial N° 926 vollführt. Mit dem Namen wird eine aus Loja stammende Persönlichkeit, die als „Held“ bezeichnet wird, geehrt.